# Церм, Пётр Иванович
Пётр Иванович Церм (1829-1867) — русский художник мозаичист, академик по живописи исторической и портретной Императорской Академии художеств.

## Биография

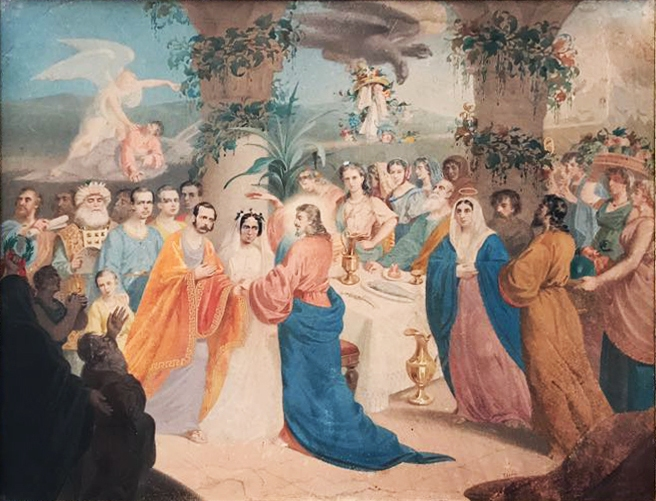
Небесное благословение 25-летнего союза императора Александра II и императрицы Марии Александровны

Родился в Санкт-Петербурге, сын парикмахера. Посещал классы Императорской Академии художеств в качестве вольноприходящего ученика (с 1846). Успехами в живописи и талантливостью он обратил на себя внимание Академии художеств,совет которой, через вице-президента графа Ф. П. Толстого, ходатайствовал (1849) об увольнении его из Санкт-Петербургского цехового общества, так как это увольнение было необходимо для получения звания художника и вообще для беспрепятственного окончания курса. Санкт-Петербургская общая дума условием увольнения поставила отправление семейством умершего Иоганна Церма, состоявшим из Петра Церма и двух его братьев, рекрутской повинности. Это условие и было вскоре выполнено и Церм получил звание художника (1850). В Академии Художеств Церм учился одновременно с Л. Ф. Лагорио, П. К. Нотбеком, Н. Ф. Брюлловым, И. Я. Крюковым, Н. Е. Сверчковым и в 1849 году одновременно с ними получил награду: за «портрет с натуры» малую серебряную медаль. По словам профессора Л. Лагорио, это очень редкий случай в жизни Академии Художеств, чтобы за рисунок головы была выдана серебряная медаль; по воспоминаниям уважаемого профессора, Церм был удивительным рисовальщиком с гипсовых голов, так что его рисунки даже ставились в оригиналы как образец для подражания. По выходе из Академии Церм, по его собственным словам, постоянно занимался «практикой и преподаванием частных уроков в рисовании и живописи», но более подробных сведений о его преподавательской деятельности не сохранилось. Из самостоятельных работ им представлена в Академию художеств только картина «Скупец и смерть», за которую Академия удостоила его 25 сентября 1856 года звания академика. О других его работах ничего не известно. В 1857 году Церм просил о назначении его на должность учителя в рисовальном оригинальном классе Академии художеств; однако, ему было отказано в этом за неимением вакансии. Неизвестно в котором году Церму удалось все-таки получить просимое им место в Академии, где он пробыл учителем в классе гипсовых голов до 1863 года, когда его сменил осенью того же года И. Н. Крамской. И. Е. Репин, бывший ученик Церма в классе масок и орнаментов, говорит только, что И. Н. Крамской не чета Церму и Р. К. Жуковскому, преподававшему в том же классе вместе с Цермом, но отсюда невозможно вывести никакого точного представления о качествах Церма, как преподавателя или художника; так же мало говорит против Церма и неудача его попытки попасть на место адъюнкта Академии по смерти академика И. А. Воинова.
Среди известных произведений: «Скупец и смерть» (1857).